# 인지소프트
인지소프트(Inzisoft Co. Ltd.)는 대한민국의  광학문자 인식 및 전자서식 기업으로. 본사는 서울특별시 강남구 테헤란로 131 16층에 있다.

## 경영
2024년 1분기 매출액이 47억 4400만원으로 전년 동기 대비 12.5%나 감소하였고 영업손실도 적자를 기록하였다

## 역사
2000년 PC와 휴대폰을 연결해 주는 싱크(sync) 솔루션을 개발하는 업체인 모바일리더로 설립되었다.
2012년에 인지소프트가 모바일리더에 인수되었고 2022년에 (주)모바일리더와 소규모합병하면서 사명을 통합법인을 인지소프트로 변경하였다